# ماثيو فورد
ماثيو فورد (بالإنجليزية: Matthew Ford)‏ (23 أبريل 1973 في المملكة المتحدة - ) هو لاعب كرة قدم بريطاني في مركز الوسط. لعب مع Delaware Wizards ‏ وHershey Wildcats ‏.